# Peltandreae
Peltandreae, maleni afrički tribus kozlačevki, dio je potporodice Aroideae. Sastoji se od dva roda sa 3 vrste iz Sjeverne Amerike i Afrike.

## Rodovi
1. Peltandra Raf., 2 vrste, Sjeverna Amerika
2. Typhonodorum Schott, 1 vrsta, Komori, Madagaskar, Mauricijus, Tanzanija.